# 张迪 (元朝)
张迪，字吉甫，元朝济南章丘人，后迁居禹城。
张迪有膂力，能举着石狮子走路，拉满二强弩中的。隶属于张荣帐下，有战功，授济南兵马钤辖，权济南府事。行省从水寨归还旧治，升任怀远大将军元帅、右监军、济南府推官，佩金符，提领历城县事。张荣率军攻打南宋，推荐张迪为留后。张迪为政廉明，号称良吏。不久去世。其子張福，张福子张铎、张铸，张铸子张范，张范子张起岩。